# 阿列克谢耶夫斯科耶区 (鞑靼斯坦共和国)

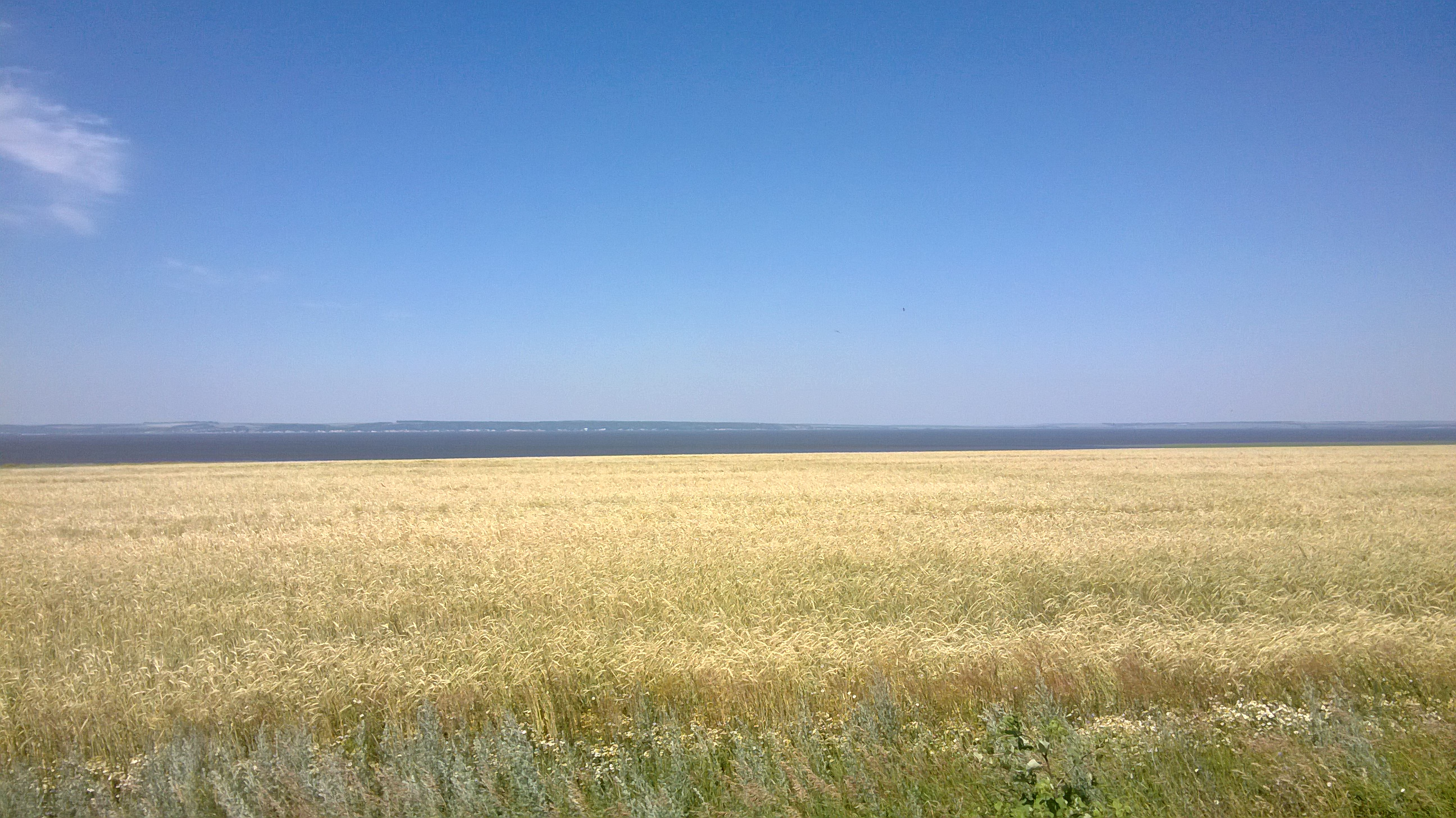

55°09′N 50°08′E / 55.150°N 50.133°E
阿列克謝耶夫斯科耶區（俄语：Алексеевский район），是俄羅斯的一個區，位於該國西部，由韃靼斯坦共和國負責管轄，面積2,080.1平方公里，2010年人口26,236，人口密度每平方公里12.61人。